# トムス・トヨタ・LMP
トムス・トヨタ・LMP （TOM'S TOYOTA LMP）は、トヨタが製造したLMPマシン。非常に低予算で、この車はトヨタのグループC車の2.1Lのターボチャージャー付き直列4気筒エンジンを再利用し、実験車として意図されていた。少なくとも3回テストされていたが、投入は見送られた。

## 概要
1996年、トヨタ・モータースポーツは、 トムス・トヨタ・LMPとして正式に知られている実験的な「ルマン」プロトタイプの開発に資金を提供しました。 トヨタは主にその年に最初に実行されたチャンプカー・ワールド・シリーズ（CART）エンジンに焦点を合わせていたため、  LMPプロジェクトは約6900万円以上の予算で開始された。 この低い予算のために、この車は「Lumpy」と名付けられ、トヨタの3S-GTエンジンを88CグループC仕様で再利用しました。これは、2.1Lのターボチャージャー付き直列4気筒エンジンで、568馬力（418kW）を発生しする。 このエンジンは、プジョーグループCの車のエクストラックのギアボックスに接続されていました。 シャーシタブはシンプルでありながら頑丈に設計されており、ボディワークもシンプルでした。厳しい予算は、LMPが風洞を見たことがないことを意味しました。 ボディワークは、車の上半身の浮き上がりを最小限に抑えるように設計されており、ほとんどのLMPマシンよりもはるかに簡単なブレーキ冷却を備えていました。ラジエーターダクトは、スクープを介してブレーキを冷却するために使用された。  完成後、トム・クリステンセンを起用し、テスト走行を行いましたが、プロジェクトディレクターのアンディ・ソービーは合計3回テストされたことを思い出しました。彼は、この車は非常に信頼性が高く、88CグループCの車（同じエンジンを搭載）よりも燃料消費量が少なく、また速いように見えたと述べました。 テストの終了後、車はトヨタ・チーム・ヨーロッパ（現：トヨタ・ガズー・レーシング・ヨーロッパ）のケルンワークショップに移動され、防水シートの下に保管され、最終的に解体されました。 トヨタは1998年にアンドレ・デ・コルタンツが設計を担当したトヨタ・GT-Oneで、スポーツカーレースに復帰することになる。 